# Linia kolejowa Velgast – Prerow
Darßbahn – normalnotorowa lokalna i jednotorowa linia kolejowa w kraju związkowym Meklemburgia-Pomorze Przednie, w północno-wschodnich Niemczech. Linia biegnie od Velgast przez Barth do Prerow. Odcinek z Velgast do Barth nadal jest używany w ruchu kolejowym.